# Кулиняк Данило Іванович
Дани́ло Іва́нович Кулиня́к (*2 квітня 1948, Старий Кропивник Дрогобицької — тепер Львівської області — † 6 січня 2016, Ірпінь) — український поет, прозаїк, журналіст, публіцист, історик і еколог.

## Біографія
Данило Кулиняк народився 2 квітня 1948 року на Дрогобичині в сім'ї священнослужителя.
1951 року його найближчих родичів вислали з Галичини в Херсонську область. 1957 року вони повернулися на Львівщину.
1963 року закінчивши Сокальську школу-інтернат, Данило вступив до Херсонського мореплавного училища, звідки в грудні 1964-го був виключений. 16 грудня заарештований за створення підпільної молодіжної націоналістичної організації «Вісники свободи України» й антирадянську агітацію та пропаганду. Понад рік працював на Херсонському текстильному комбінаті.
1966 року Данило Кулиняк вступив до Московського літературного інституту імені Максима Горького, який закінчив у 1972-му. У 1967—1972 роках працював археологом, науковим співробітником у Роменському краєзнавчому музеї, що на Сумщині. Квартирував там у Євгена Адамцевича — кобзаря, завдяки якому зберігся відомий «Козацький марш».
Восени 1972 року переїхав із Ромнів до Києва, де якийсь час перебував на нелегальному становищі. У березні 1973-го Данило Кулиняк виступив на суді над Іваном Дзюбою на його захист, після чого був незаконно направлений на службу в армію — на Забайкалля. Повернувшись звідти у 1976 році, оселився в Лютежі Вишгородського району на Київщині й став державним інспектором рибоохорони на Київському водосховищі.
На час вибуху реактора на Чорнобильській АЕС, з 25-го по 29 квітня 1986 року перебував у відрядженні якраз на Чорнобильщині, внаслідок чого тяжко хворів, кілька разів потрапляв у лікарні. Після катастрофи на АЕС Данило Кулиняк став одним із ініціаторів заснування спеціалізованої історико-культурницької експедиції в «зоні відчуження» й керівником її Чорнобильської групи.

Іван Кавалерідзе і Данило Кулиняк біля пам'ятника Шевченку в Ромні. Літо 1969 року.

Данило Іванович Кулиняк — один із натхненників створення української екологічної організації «Зелений світ», автор численних книжок і понад трьох тисяч публікацій у вітчизняних та зарубіжних ЗМІ, член Національної спілки письменників України (з 1987 року), Національної спілки журналістів України (з 1993 року), має звання «Заслужений журналіст України». Він — лауреат кількох премій за журналістську діяльність і літературну творчість. У грудні 2012 року Данила Кулиняка нагородили премією імени Олександра Олеся, яку заснувала громадська організація «Сумське земляцтво в Києві», за найкращу збірку лірики «Підводний материк». У липні 2013 року він одержав премію імени Івана Франка у галузі інформаційної діяльности (номінація «За найкращу публікацію у друкованих засобах масової інформації») за нарис «Благочестя нерушимий блюститель Данило Братковський». Публікація містить матеріал про українського поета і громадського діяча Данила Братковського, якого закатовано в Луцьку в листопаді 1702 року.
З початку 1990-х активно співпрацював із українською редакцією радіо «Свобода», був оглядачем редакції журналу «Надзвичайна ситуація», головним редактором журналу «Натураліс — все про довкілля». Окремі його твори перекладено російською, латиською і польською мовами.
Данило Кулиняк — директор Всеукраїнського благодійного фонду імени Петра Калнишевського, головний редактор часопису Всеукраїнського товариства політв'язнів і репресованих «Зона».
В останні роки життя хворів. Помер 6 січня 2016 року в Ірпені. Похований 8 січня на Ірпінському цвинтарі. Михайло Кулиняк (1971—2023), син Данила Кулиняка, мав освіту ветеринара й воював як польовий медик на Російсько-українській війні. На початку жовтня був важко поранений і 22 жовтня 2023 року помер від ран у лікарні.

## Твори
Поетичні збірки:
- Біля вогнища. — К. : Радянський письменник, 1981. — 78 с.
- Невідкриті острови (вірші, поема), Худож. А.Ф. Павленко. — К. : Радянський письменник, 1985. — 103 с. — 2000 прим.
- Телескопи криниць (поезії). — К. : Радянський письменник, 1990. — 125 с. — ISBN 5-333-00546-X.
- Соловецький в'язень. — К. : Радянський письменник, 1991. — 71 с. — ISBN 5-333-01097-8.
- Підводний материк. — К. : Літопис-XX, 2009. — 334 с. — 1000 прим. — ISBN 9789667252588.
- Меч Гесера. — 2010.

Прозові твори:
- Між берегами (наук.-худож. кн. про охорону природи). — К. : Молодь, 1987. — 164 с. — 30000 прим.
- Останній кошовий Петро Калнишевський. — К. : Т-во «Знання» України, 1991. — 47 с. — 12638 прим. — ISBN 5-7770-0055-X.
- Од Калниша вісті… (Історична повість - дослідження про останнього кошового Запорозької Січі Петра Калнишевського). — К., 2001. — 112 с. — ISBN 966-7252-19-1.
- Од Калниша вісті… (іст.-док. повість). — К. : ВАТ Видавництво "Київська правда", 2004. — 342 с. — ISBN 966-7270-41-6.
- Лицар Дикого Поля. — К. : Варта, 2005. — 144 с. — ISBN 9665851365.
- Козак у рясі. — 2006.
- Тисячолітнє Ведмеже. — К. : Літопис-XX, 2010. — 191 с. — 1000 прим. — ISBN 978-966-7252-59-5.
- Тягар чорнобильського неба. — К. : Літопис-XX, 2011. — 176 с. — 1000 прим. — ISBN 9789667252670.
- Блюститель благочестя Данило Братковський (есе, іст. поема). — К. : Літопис XX, 2011. — 40 с. — 500 прим.
- Лицар Дикого Поля. Петро Калнишевський (іст.-докум. роман-есе). — К. : Літопис-XX, 2012. — 191 с. — ISBN 9789667252748.
- Козак у рясі. — К. : Літопис-XX, 2013. — 48 с. — 1000 прим. — ISBN 9789667252762.
- Реріх (поема-цикл). — К. : Літопис-XX, 2013. — 47 с. — 300 прим. — ISBN 9789667252779.
- Омелян Пугачов —- національний герой України (докум.-іст. нарис). — К. : Літопис-XX, 2013. — 47 с. — 1000 прим. — ISBN 9789667252861.
- За нашу і вашу свободу (док.-іст. есе). — К. : Літопис-XX, 2013. — 110 с. — 1000 прим. — ISBN 9789667252878.

## Нагороди
- Премія Національної спілки журналістів України «Золоте перо»
- Премія «Незалежність» (Золота медаль) Київської спілки журналістів
- 2012 — Літературна премія імені Олександра Олеся
- 2013 — Премія імені Івана Франка у галузі інформаційної діяльності
- 2013 — Літературно-мистецька премія імені Івана Нечуя-Левицького[4]